# Renault Type J
La Renault Type J est un modèle d'automobile du constructeur automobile Renault de 1902.

## Historique
Le Type J est très proche du Type H, dont il dérive, mais il utilise un moteur 2 cylindres plus gros.